# Odette Lusien
Odette Lusien (Tourcoing, 11 novembre 1927 – Marsiglia, 12 marzo 2007) è stata una nuotatrice francese.
Ha partecipato ai Giochi di Helsinki 1952, gareggiando nei 200m rana, e di Melbourne 1956, gareggiando nei 100m farfalla.